# محرك شكل U

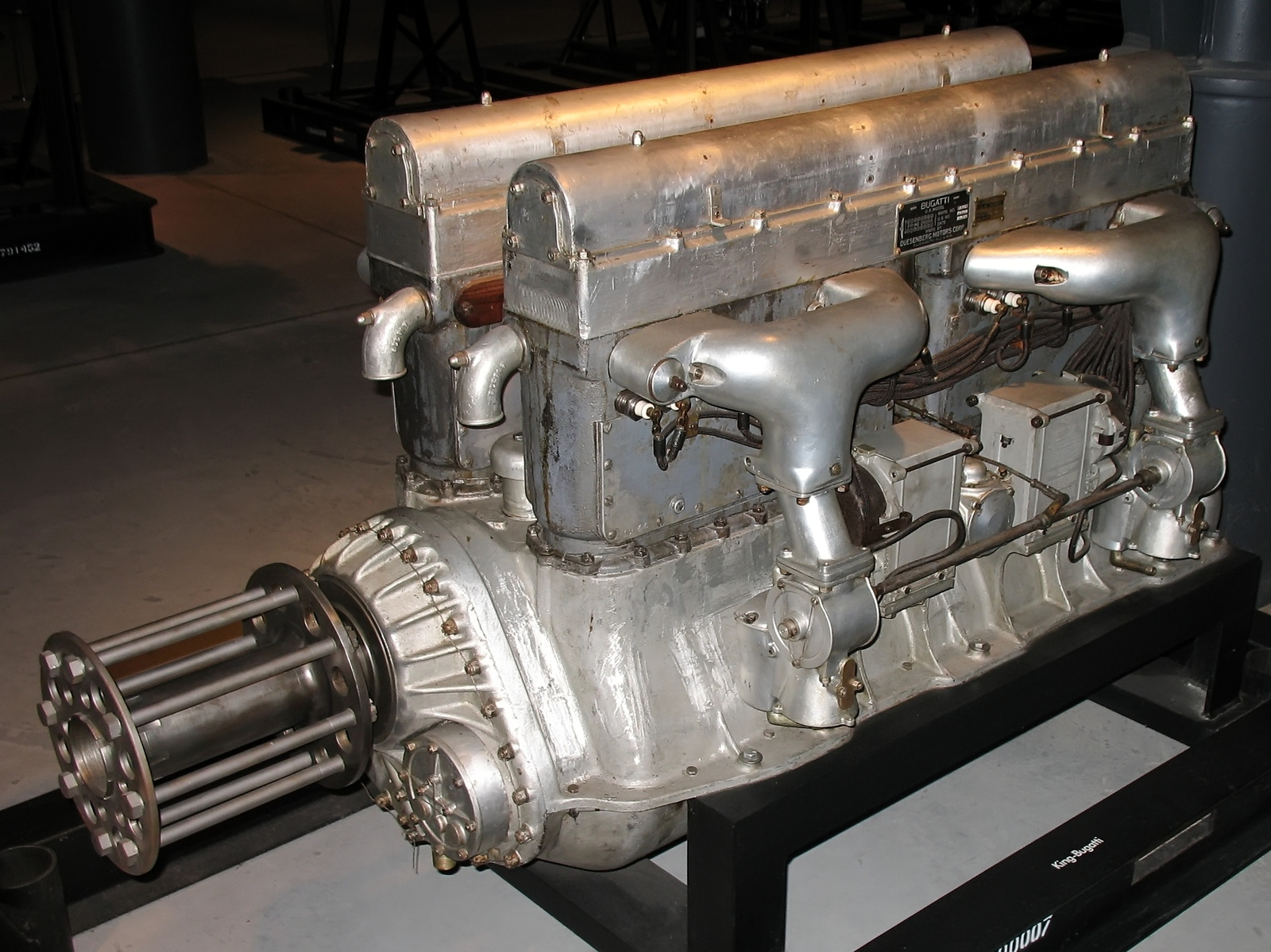
محرك بوغاتي شكل U ذو 16 أسطوانة (محرك)

رسم متحرك لمحرك شكل U

محرك شكل U هو محرك يحتوي على مكابس يتكون من محركين رأسيين لكل محرك عمود مرفق خاص ويتم دمجهما في النهاية بواسطة سلاسل أو تروس. يشبه في عمله محرك شكل H والذي يحتوي أيضًا علي زوج من المحركات مدمجين سويًا.
ويتم وصف تصميم المحرك أيضًا بأنه محرك ذو توأم من مجموعات الأسطوانات أو محرك ذو مجموعة مزودجة من الأسطوانات وهو نفس الوصف أيضا للمحرك شكل V.
هذا الشكل من المحركات غير شائع وذلك بسبب وزنه الأكبر من وزن محرك شكل V، وكانت الرغبة الرئيسية في تصميم هذا النوع من المحركات هي القدرة علي مشاركة بعض الأجزاء من المحركات المستقيمة (عدا عمود المرفق) ولذلك هناك أكثر من تصميم لتلك المحركات يتم إنتاجها اليوم مستوحاة من التصميم الأساسي لهذا المحرك.

## أمثلة

### بنزين
تم عرض نموذج لدبابة بريطانية في أبريل عام 1916 كان يُنوي أن تُمد بالطاقة من نسخة مزودجة من محرك دايملر (الفارس الصامت) ذو ال105 حصان باستخدام مجموعتين من الأسطوانات جنبًا إلي جنب ويتشاركان في عمود مرفق واحد، لكن لم يكن هذا محرك شكل U بالفعل حيث كانت كل مجموعة من الأسطوانات لها عمود مرفق خاص بها ويتم دمج القدرة منهما باستخدام صندوق تروس رباعي، لذلك لم يتم إنتاج تلك الدبابة ولا ذلك المحرك علي الإطلاق.
أول محرك شكل U معروف تم بناؤه كان محرك بوغاتي ذو 16 أسطوانة (محرك) بسعة 24.3 لتر للطائرات تم تصميمه واختراعه بواسطة المخترع الإيطالي إيتور بوجاتي عام 1915-1916، وتم ترخيص الاختراع أمريكا في شركة ديزنبرج والني أنتجت 40 نسخة معدلة من ذلك المحرك لشركة بوغاتي وشركة بريغيه للطيران في السنوات القليلة بعد الحرب العالمية الأولى، قامت شركة بوغاتي لاحقًا باستخدام نفس طريقة المحرك في محركات بوغاتي من النوع 45 في عام 1928 لكن تم إنتاج نموذجين فقط منهما.
وبداية من عام 1925 قامت شركة فيات بالتجهيز لاطلاق محرك وسيارة سباق للفورملا1 في عام 1926 سعة 1.5 في أوروبا وأمريكا معًا.
وبالنسبة للمحرك تم تصميم النوع 406 وقامت شركة فيات بتصميم المحرك ليكون ذو سعة 750 سي سي بمجموعتي أسطوانات كل مجموعة تتكون من 6 أسطوانات جنبًا بجنب ويتشاركان في صندوق مرفق واحد مُصنع من الألمونيوم ولكل مجموعة من الأسطوانات عمود مرفق خاص بها ولكن يتم دمج القدرة النهائية منهما بواسطة صندوق تروس.
كان وزن المحرك 381 رطل وكان ذو قدرة 187 عند سرعة دوران 8500 لفة في الدقيقة عند أقصي دفع.
وتم استخدام محرك من النوع 406 ليقود السيارة من نوع 806 بالطاقة في تصفيات ونهائيات سباق ميلان جراند بريك 1926 للفوز.
لكن عارضت شركة فيات في استكمال السباقات وتم إلغاء هذا النوع من المحركات.
قامت شركة ماترا بإنتاج نموذج مطور ذو 8 أسطوانات على شكل U بسعة 2.6 لتر في عام 1974 لكن بسبب أزمة البترول العالمية آنذاك لم يتم إنتاج هذا النوع من السيارات إطلاقًا.

### ديزل
تم إنتاج أنواع كثيرة من محركات شكل U علي مرة التاريخ من قبل شركات مثلا ليستر بلاكستون وشركة الأخوة سوزلير. محرك آخر من مجموعة مزودجة من الأسطوانات للصناعات الحربية تم إنتاجه بواسطة القوات الأمريكية برخصة 4167857 لكن لم يتم توثيق فعلي لهذا النوع من المحركات سواء في سفن أو غواصات.
قامت شركة الأخوة سوزلر بتطوير محرك ديزل في ثلاثينيات القرن ال19 وتم إنتاجه لمدة 15 سنة، وتم إنتاج أنواع أخرى بأحجام متعددة وبأعداد أسطوانات مختلفة وبأقطار مختلفة 19، 22، 25، 28، 31.
كانت تعمل المحركات تعمل في بعد البلدان مثل بريطانيا وبلغاريا والصين وفرنسا ورومانيا وبولندا.
كما تم إنتاج دبابة شيرمان بمحرك جينرال موتور ذو 12 أسطوانة وكان المحرك يزن 2323 كيلو غرام بدون أي سوائل ويُنتج 410 حصان عند 2900 لفة في الدقيقة وتم إنتاج اعداد كبيرة من تلك الدبابات.

## التنوع

### اتجاه الدوران
إذا كان اتجاه دوران عمود مرفق أحد مجموعتي الأسطوانات تم تصنيعه ليدور عكس اتجاه دوران عمود المرفق للمجموعة الثانية يحدث هنا تأثير جيرسكوبي للأجزاء الدوارة والتي يجب إلغاء تأثيرها.

### نسبة التروس
في محرك سوزلر يتم تعشيق كل ترس من عمود المرفق مع ترس أصغر في العمود النهائي الذي يحمل القدرة كلها. ويدور عمود المرفق تقريبا 750 لفة في الدقيقة لكن تكون سرعة دوران عمود القدرة 1000 لفة في الدقيقة وهذا ما يجعلنا نستخدم مولد كهربائي أصغر وأخف وزنًا إذا تم استخدام المحرك في السيارات التي تعمل بالديزل والكهرباء معًا.

### محرك رباعي علي شكل مربع

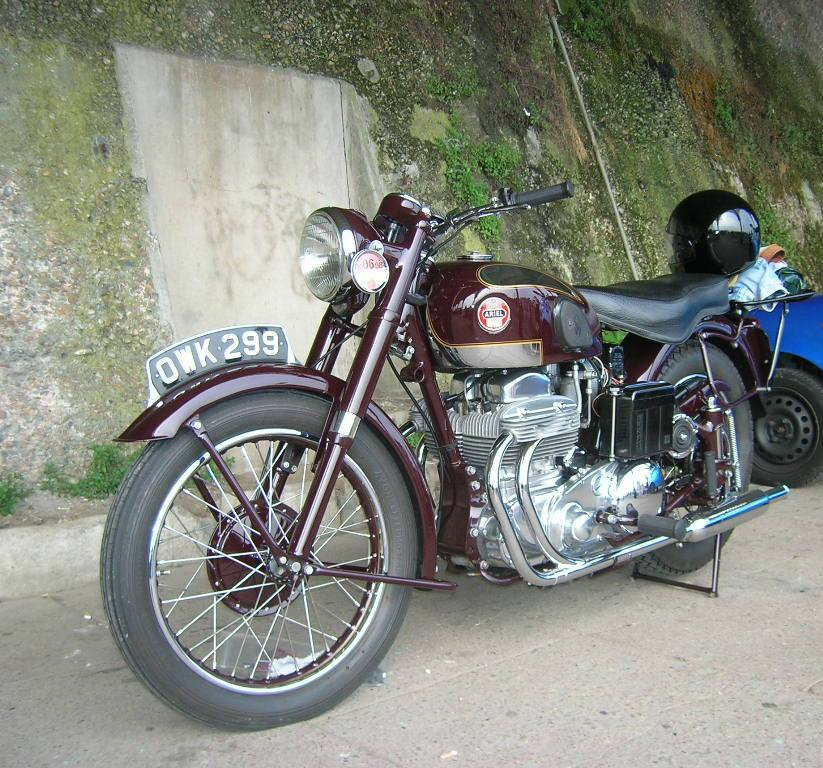
محرك اريل الرباعي

المحرك الرباعي على شكل مربع هو أحد أنواع المحركات شكل U والذي يستخدم أسطوانتين لكل جانب، وهذا الشكل يتم استخدامه في الدراجات البخارية في الفترة من 1931 إلي 1959، وبرغم أن المحرك كان حجمه صغيرًا إلا انه كا بسعة 500 سي سي.
تم تصنيع محرك من هذا النوع بشكل تجريبي لكن لم يتم استخدام هذا التصميم نتيجة للتعقيد في تصميم نظام الدفع.

### محرك مزودج ترادفي

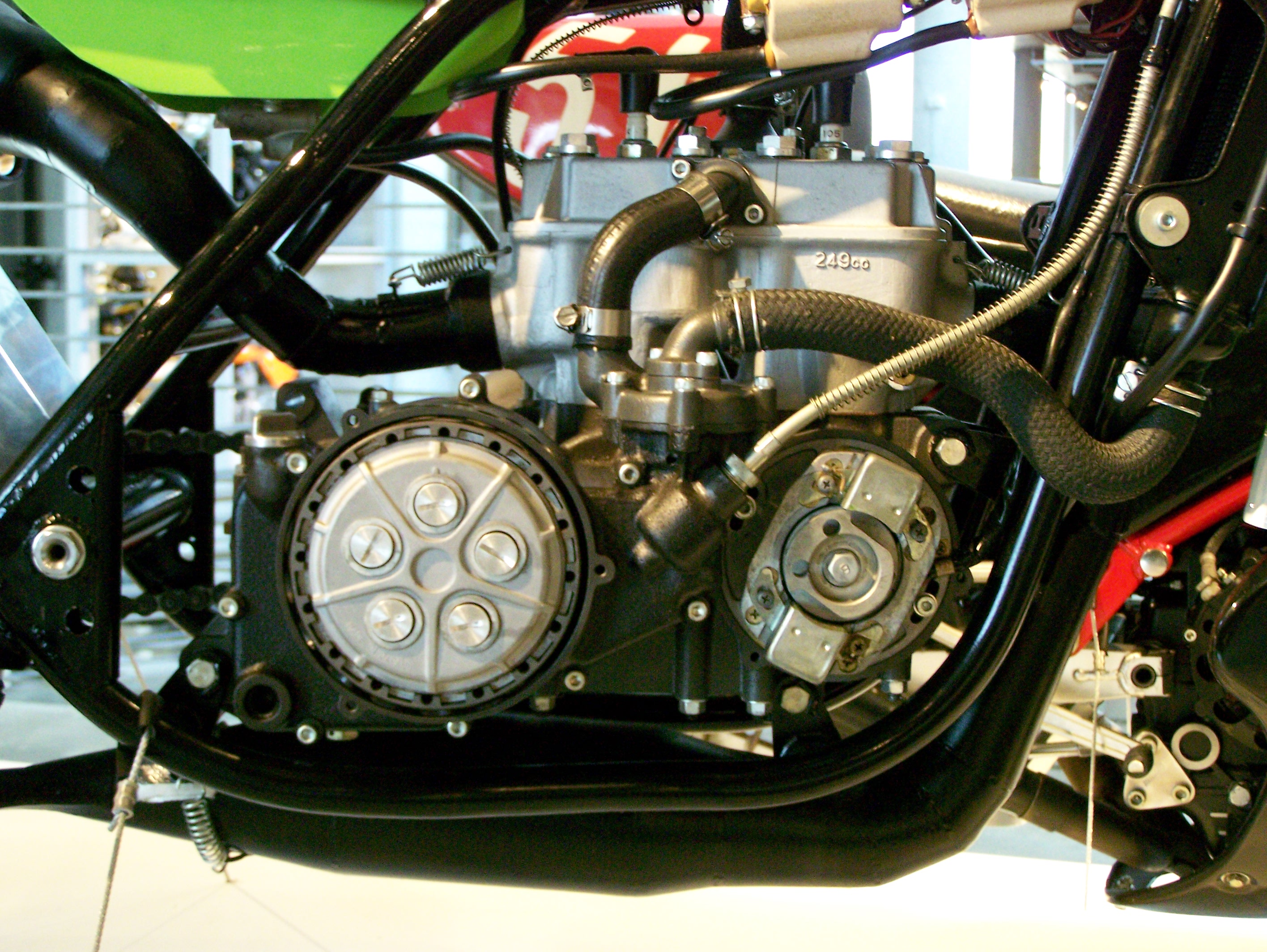
محرك ترادفي مزودج

في المحركات الترادفية المزدوجة يكون للمحرك عمودين للمرفق واحد لكل أسطوانة وكان يتم دمج القدرة النهائية منهما عن طريق تعشيقهما في عمود قدرة نهائي يربط الأسطوانتين سويًا. وتم استخدامه في الدراجات البخارية والسباقات.
وفي الفترة ما بين 1975 و1982 قامت شركة كواساكي باستخدام هذا التصميم لتفوز ببطولات العالم في سباقات الدراجات البخارية من قبل ذو سعة 250 و350 سي سي. كما أن نماذج كواساكي كيه أر تم تصنيعها وتأسيسها لتكون محركات لدرجات بخارية ذات آداء مرتفع.
وقامت شركة روتاكس أيضًا بتطوير محرك مماثل كان نموذج 256 والذي تم بيع لمستثمرين مستقليين. كما أنه في عام 1985 قامت شركة أبريلا باستخدام محرك روتاكس موديل 256 في سباق للدرجات البخارية.

### عمود مرفق واحد
وعلي عكس معظم التصميمات لمحركات شكل U تم تصميم بعض المحركات في الفترة بين 1906 و1908 ذات عمود مرفق واحد وكان المحرك يحتوي على ثمانٍ أسطوانات وكان المحرك يعمل بالبنزين وتم إنتاجه من قبل شركة أول بريتش